# 穆隆
穆隆（法語：Moulon，法語發音：[mulɔ̃]）是法国吉伦特省的一个市镇，属于利布尔讷区。该市镇总面积13.25平方公里，2009年时的人口为964人。

## 人口
穆隆人口变化图示